# Халкедонський символ віри
Халкидонським символом віри — декларація природи Христа, прийнята на Халкедонському соборі в 451 році. Халкедон був раннім центром християнства, розташований у Малій Азії (сучасна Туреччина). Собор був четвертим із Вселенських соборів, які приймаються халкедонськими церквами, які включають католицьку, східно-православну, лютеранську, англіканську та реформатську церкви.
Це був перший собор, який не визнала жодна орієнтальна православна церква; з цієї причини ці церкви можна віднести до нехалкидонських.

## Контекст
Халкедонський собор був скликаний для розгляду христологічного питання у світлі «єдиного» погляду на Христа, запропонованого архімандритом у Константинополі Євтихієм, який переважав на Другому Ефеському соборі 449 року, який іноді називають «Синодом розбійників».
Собор вперше урочисто ратифікував Нікейський символ віри, прийнятий у 325 році, і цей символ віри зі змінами, внесеними Першим Константинопольським собором у 381 році. Він також підтвердив авторитет двох синодальних листів Кирила Александрійського та листа Папи Льва I до Флавіана Константинопольського.

## Зміст
Повний текст визначення підтверджує рішення Ефеського собору, перевагу Нікейського символу віри (325 р.) і подальші визначення Константинопольського собору (381 р.).
Визначення неявно торкнулося низки популярних єретичних вірувань. Посилання на «співістотний з Отцем» було спрямоване на аріанство; «співістотний з нами» спрямований на аполінаризм; «Дві природи нероздільно, незмінно» спростовує євтихіанство; і «нерозподільно, нерозривно» і «Богородиця» проти несторіанства.

### Грецький текст
Ἑπόμενοι τοίνυν τοῖς ἁγίοις πατράσιν ἕνα καὶ τὸν αὐτὸν ὁμολογεῖν υἱὸν τὸν κύριον ἡμῶν Ἰησοῦν Χριστὸν συμφώνως ἅπαντες ἐκδιδάσκομεν, τέλειον τὸν αὐτὸν ἐν θεότητι καὶ τέλειον τὸν αὐτὸν ἐν ἀνθρωπότητι, θεὸν ἀληθῶς καὶ ἄνθρωπον ἀληθῶς τὸν αὐτὸν, ἐκ ψυχῆς λογικῆς καὶ σώματος, ὁμοούσιον τῷ πατρὶ κατὰ τὴν θεότητα, καὶ ὁμοούσιον τὸν αὐτὸν ἡμῖν κατὰ τὴν ἀνθρωπότητα, κατὰ πάντα ὅμοιον ἡμῖν χωρὶς ἁμαρτίας· πρὸ αἰώνων μὲν ἐκ τοῦ πατρὸς γεννηθέντα κατὰ τὴν θεότητα, ἐπ᾽ ἐσχάτων δὲ τῶν ἡμερῶν τὸν αὐτὸν δἰ ἡμᾶς καὶ διὰ τὴν ἡμετέραν σωτηρίαν ἐκ Μαρίας τῆς παρθένου τῆς θεοτόκου κατὰ τὴν ἀνθρωπότητα, ἕνα καὶ τὸν αὐτὸν Χριστόν, υἱόν, κύριον, μονογενῆ, ἐν δύο φύσεσιν, ἀσυγχύτως, ἀτρέπτως, ἀδιαιρέτως, ἀχωρίστως γνωριζόμενον· οὐδαμοῦ τῆς τῶν φύσεων διαφορᾶς ἀνῃρημένης διὰ τὴν ἕνωσιν, σωζομένης δὲ μᾶλλον τῆς ἰδιότητος ἑκατέρας φύσεως καὶ εἰς ἓν πρόσωπον καὶ μίαν ὑπὸστασιν συντρεχούσης, οὐκ εἰς δύο πρόσωπα μεριζόμενον ἢ διαιρούμενον, ἀλλ᾽ ἕνα καὶ τὸν αὐτὸν υἱὸν καὶ μονογενῆ, θεὸν λόγον, κύριον Ἰησοῦν Χριστόν· καθάπερ ἄνωθεν οἱ προφῆται περὶ αὐτοῦ καὶ αὐτὸς ἡμᾶς ὁ κύριος Ιησοῦς Χριστὸς ἐξεπαίδευσε καὶ τὸ τῶν πατέρων ἡμῖν παραδέδωκε σύμβολον.

### Латинський текст
Sequentes igitur sanctos Patres, unum eumdemque confiteri Filium, et D.N.J.C. consonanter omnes docemus, eumdem perfectum in Deitate et eumdem perfectum in humanitate, Deum verè, et hominem verè, eumdem ex animà rationali, et corpore; consubstantialem Patri secundùm divinitatem, et consubstantialem nobis eumdem secundùm humanitatem per omnia nobis similem absque peccato (Hebr. 4:15);
ante secula quidem de Patre genitum secundum Deitatem, in novissimis autem diebus eumdem propter nos, et propter nostram salutem ex Marià Virgine Dei genitrice secundùm humanitatem;
unum eumdemque Christum Filium Dominum unigenitum, in duabus naturis inconfusè, immutabiliter, indivisè, inseperabiliter agnoscendum;
nusquam sublatà differentià naturarum propter unitionem, magisque salvà proprietate utriusque naturae, et in unam personam atque subsistentiam concurrente:
non in duas personas partitum aut divisum, sed unum eumdemque Filium, et Unigenitum, Deum Verbum D.J.C.,
sicut ante prophetae de eo, et ipse nos Jesus Christus erudivit, et Patrum nobis Symbolum tradidit.

### Український переклад
«Отже, слідуючи за божественними отцями, ми всі одноголосно вчимося визнавати того самого Сина, нашого Господа Ісуса Христа, досконалим божеством і його найдосконалішим у людстві; справді Бог і його дуже справді людина: від раціональної душі та тіла. Основна Батько, згідно з божеством і його найповажнішим для нас у людстві. Скажіть, як ми у всьому, крім гріха (Євр. 4:15).
До століть, народженого від батька божеством, і в останні дні самого себе за нас і за наше порятунок (народився) в людстві від Марії Діви Богородиці.
Один і той самий Христос, Син, Господь, єдиний народжений, знаючий у двох природа необмежена, неопалювана, нерозлучна, нерозлучна.
(У той же час) Різниця не зникає через зв’язок, а особливість кожної природи, що сходяться в одному обличчі та одного іпостазу, ще більше зберігається.
(Ми вчимося зізнатися) не розсічений і не відрізняється двома обличчями, але тим самим Сином і єдиним, що народився, Боже слово, Господь Ісус Христос.
Як пророки ініціювали про нього (говорив), і Господь Ісус Христос інструктував нас і як нас зрадили символ наших батьків ».

## Східне православне дисидентство
Халкедонське визначення було написано на тлі суперечок між Західною та Східною церквами щодо значення Втілення (див. христологію). Західна церква охоче прийняла віру, але деякі східні церкви ні. Політичні заворушення завадили вірменським єпископам відвідати собор і долучитися до утвердженого символу віри. Незважаючи на те, що Халкедон підтвердив засудження Несторія Третім Собором, нехалкидонці завжди підозрювали, що Халкедонське визначення має тенденцію до несторіанства. Частково це сталося через відновлення ряду єпископів, скинутих на Другому Ефеському соборі, єпископів, які раніше вказували на те, що, здавалося, підтримує несторіанські позиції.
Александрійська коптська церква виступила проти, дотримуючись бажаної формули Кирила Александрійського щодо єдності природи Христа у втіленні Бога Слова як «з двох природ». Мова Кирила не є послідовною, і він, можливо, підтримав думку, що теоретично можна споглядати дві природи після втілення, але Александрійська церква вважала, що у Визначенні слід було стверджувати, що Христа визнають «ззовні двох природ», а не «у двох природах».
У визначенні визначено, що Христос «визнається у двох природах», які «збираються в одну особу і одну іпостась». Формальне визначення «двох природ» у Христі було зрозуміло тодішніми критиками Собору, і сьогодні його розуміють багато істориків і теологів, щоб стати на бік західної та антіохійської христології та відступити від вчення Кирила Александрійського, який завжди наголошував, що Христос «єдиний». Однак сучасний аналіз джерел Символу віри (А. де Галле, в Revue Theologique de Louvain 7, 1976) та читання актів чи розглядів собору показують, що єпископи вважали Кирила великим авторитетом і що навіть мова «двох природ» походить від нього.
Ця міафізитська позиція, яка історично характеризується халкедонськими послідовниками як «монофізитство», хоча це заперечується інакодумцями, стала основою для розрізнення Коптської церкви Єгипту та Ефіопії та «якобітських» церков Сирії та Вірменської апостольської церкви (див. Східне Православ'я) з інших церков.